# 唐懋信
唐懋信，1910年出生，台灣工業家。台灣玉兔文具創始人之一。浙江鄞縣人。

## 生平
字桂庭，祖籍浙江鄞縣。1910年生於上海。1930年代，在上海從事五金產業。中華民國接管臺灣後於1946年赴台灣任職，出任中華民國台灣行政長官公署署員、產學會會員、台灣教育局職員。1947年4約1日，與家人唐懋良、唐幽蘭在台北一同創辦玉兔文具。1948年在台灣創辦國風圖書公司，是台灣二戰後首家圖書出版銷售公司之一，唐懋信掌管公司財務。1951年創辦國際實業工廠股份有限公司，生產文具、教育用品，品質上乘而贏得聲譽。1966年，生產出台灣第一支原子筆，稱為“玉兔原子筆”，在台灣達到“人手一支”，在銷量上擊敗美國產的雷諾原子筆，在1993年產量甚至達到145萬支並大量出口。
信奉基督教，以“服務”為商業宗旨。

## 另見
- 玉兔文具

## 閱讀
- 「芯」動奇「跡」 玉兔鉛筆學校 （页面存档备份，存于）